# 채영석 (바둑 기사)
채영석(蔡永奭, 1966년 ~ )은 대한민국의 아마추어 바둑 기사이다.

## 학력
- 배명고등학교
- 연세대학교 물리학과 (1985학번)

## 약력
1980년대 아마강자로 1988년 대학패왕전 4위, 1990년대 한진여행사로 근무하여 1990년 21기 명인전 기록자, 제3회 전국직장인바둑최강전 3위, 1998년 제5회 천리안배 온라인바둑대회 준우승으로 KBS 바둑왕전 16기 ~ 21기까지 기록자로 활동하여 아마 강좌로 활동했다. 1999년 대학동문 바둑 올스타전에서 출전, 1999년 푸른돌 바둑교실 개원하여 기여했으며 2009년 제6회 한·일 아마교류전에 한국대표에 참가했으며 YES 24배 고교동문전(서울 배명고 출신)에 참가했으며, 보노겐배(현 한세실업배) 대학동문전 (연세대 출신) 대표에 참가했다., 2016년 제11회 수원시장배 전국바둑대축제 성인단체전 (푸른돌B 팀)에서 준우승에 기여했고, 같은 해 제주삼다수배 내셔널바둑리그 서울푸른돌 감독으로 활약했다.